# Sitionuevo (ort)
Sitionuevo är en ort i Colombia.   Den ligger i departementet Atlántico, i den norra delen av landet, 700 km norr om huvudstaden Bogotá. Sitionuevo ligger 6 meter över havet och antalet invånare är 11 817. Den ligger vid sjön Ciénaga Santo Tomás.
Terrängen runt Sitionuevo är mycket platt, och sluttar österut. Runt Sitionuevo är det ganska glesbefolkat, med 23 invånare per kvadratkilometer. Närmaste större samhälle är Soledad, 16,4 km norr om Sitionuevo. Omgivningarna runt Sitionuevo är en mosaik av jordbruksmark och naturlig växtlighet.